# Natalja Walerjewna Karimowa
Natalja Walerjewna Karimowa, (russisch Наталья Валерьевна Каримова; englische Transkription: Nataliya Karimova; * 28. Februar 1974 in Rostow-na-Donu) ist eine ehemalige russische Bahnradsportlerin.
Bei den UCI-Bahn-Weltmeisterschaften 1997 in Perth errang Natalja Karimowa zwei Medaillen: eine goldene im Punktefahren und eine silberne in der Einerverfolgung. 1998, bei Läufen des Bahnrad-Weltcups, wurde sie Erste im Punktefahren in Hyères und Zweite in Berlin in der Verfolgung. Im Jahr darauf belegte sie bei Weltcupläufen zwei dritte Plätze in der Verfolgung. Zweimal – 1996 und 2000 – startete sie bei Olympischen  Spielen; 1996 wurde sie Zehnte und 2000 Neunte in der Einerverfolgung.